# Auf den Winden
Auf den Winden ist ein 840 m ü. NHN hoher Passübergang im Schwarzwald zwischen Aitern und Königshütte, einem Wohnplatz und einer Bergwerkssiedlung, die zu Utzenfeld gehört.

## Profil
Die Südauffahrt von Aitern überwindet auf 2,2 Kilometer einen Höhenunterschied von 208 Metern, was einer durchschnittlichen Steigung von 9,5 % entspricht. Das Steigungsmaximum liegt bei 14 %. Auf dem oberen Teilstück der Südrampe ist die Durchschnittssteigung sogar deutlich über 10 %, was sie zu einer der steilsten Straßenabschnitte im Schwarzwald macht.
Die Passhöhe wird in einem Waldstück rund 150 Meter südlich von Unterrollsbach erreicht. Die Passstraße verbindet den zu Aitern gehörenden Wohnplatz Rollsbach, das aus den beiden Teilen Ober- und Unterrollsbach besteht, mit den beiden Schwarzwaldtälern.
Die Nordostrampe überwindet auf 2,1 Kilometern eine Höhe von 161 Metern, was einer durchschnittlichen Steigung von 7,6 % entspricht. Das Steigungsmaximum im unteren Drittel liegt bei 16 %.